# Joanna Kulig

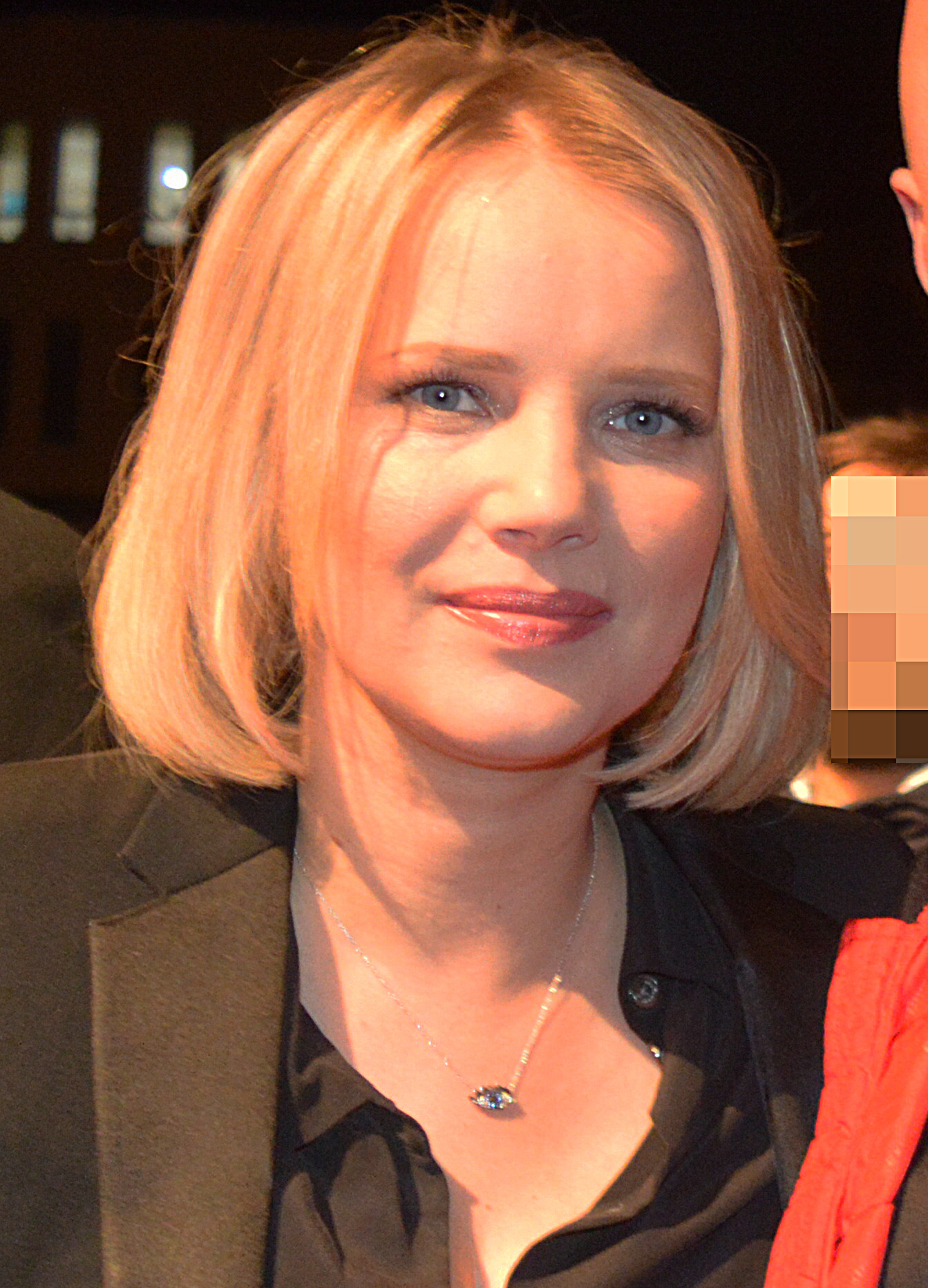
Joanna Kulig (2019)

Joanna Kulig (* 24. Juni 1982 in Krynica-Zdrój) ist eine polnische Schauspielerin und Sängerin.

## Ausbildung
Joanna Kulig wuchs mit zwei Brüdern und zwei Schwestern im Kurort Krynica-Zdrój am Rande der Beskiden auf. Die Eltern waren Musiker, sie spielten auf örtlichen Festen, die Kinder nahmen daran teil. Joanna wurde in die Klavierklasse eines Musikgymnasiums aufgenommen, auch nahm sie schon als Kind Tanz- und Gesangsunterricht.
Nach dem Abitur besuchte sie die Hotelfachschule in Krynica-Zdrój und studierte nach Abschluss der Ausbildung an der Stanisław-Wyspiański-Theaterhochschule in Krakau.

## Karriere
Als 16-Jährige gewann sie eine Staffel des Talentwettbewerbs „Chance zum Erfolg“ (Szansa na sukces) des staatlichen Fernsehkanals TVP mit einer Jazzballade von Grzegorz Turnau. In der Endrunde belegte sie den dritten Platz. Von 2006 an war sie in polnischen und später internationalen Fernseh- und Filmproduktionen zu sehen. In dem Fantasyfilm Hänsel und Gretel: Hexenjäger (2013) von Tommy Wirkola spielte sie eine Hexe. Im Jahr 2013 wurde sie für den Film Das bessere Leben mit dem Polnischen Filmpreis als Beste Nebendarstellerin ausgezeichnet.
In dem 2015 mit dem Oscar gekrönten Schwarz-Weiß-Film Ida von Paweł Pawlikowski übernahm sie die Nebenrolle einer Jazzsängerin. In dem Film Kler (Klerus) von Wojciech Smarzowski spielt sie die Haushälterin und Geliebte eines alkoholkranken, korrupten Dorfpfarrers, der sie zur Abtreibung zwingen will; dabei spielte sie auch Nacktszenen. 2018 erhielt sie den Europäischen Filmpreis als Beste Darstellerin für Cold War – Der Breitengrad der Liebe von Paweł Pawlikowski.
Bei den Internationalen Filmfestspiele von Cannes 2022 war sie eines der Jurymitglieder der Sektion Un Certain Regard.

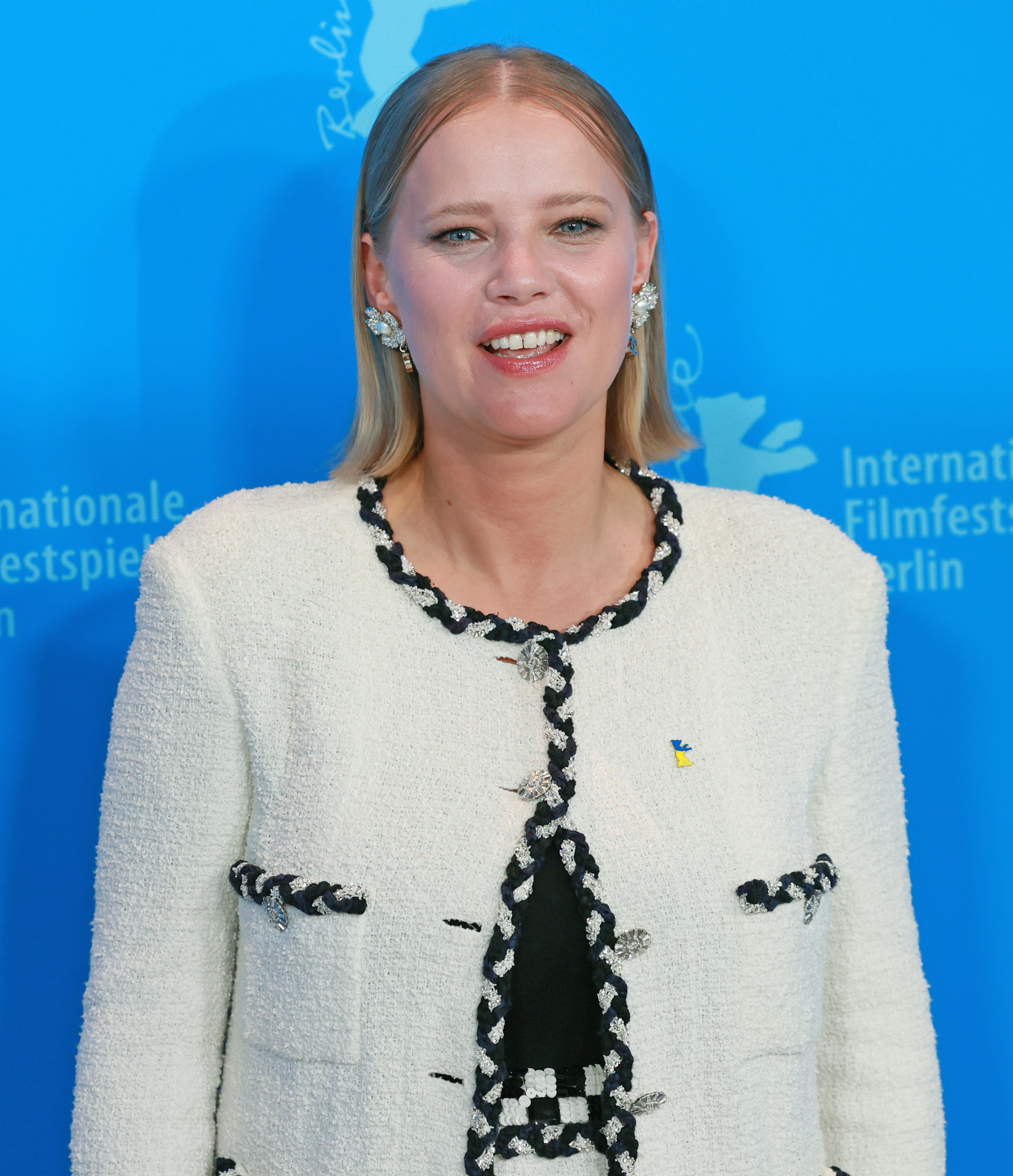
Joanna Kulig während der Berlinale 2023

In der romantischen Komödie She Came to Me, dem Eröffnungsfilm zur Berlinale 2023, spielt Kulig in einer Nebenrolle eine treue Ehefrau (Ehemann gespielt von Brian d’Arcy James), die als Putzfrau einer Psychiaterin (gespielt von Anne Hathaway) arbeitet. Kuligs Figur ist eine Frau, die einst ihr Studium wegen der ungeplanten Schwangerschaft mit ihrem einzigen Kind abgebrochen hatte, und nun 17 Jahre später gegen den Willen ihres jetzigen Ehemanns, die Heirat ihrer minderjährigen Tochter durch List ermöglichen will.
Ende Juni 2023 wurde Kulig Mitglied der Academy of Motion Picture Arts and Sciences.

## Privatleben
Joanna Kulig ist seit 2009 mit dem Regisseur Maciej Bochniak verheiratet. Im Februar 2019 kam der gemeinsame Sohn zur Welt.

## Filmografie (Auswahl)
- 2007: Ekipa (Fernsehserie, 3 Folgen)
- 2007: Sroda czwartek rano
- 2008: Czas honoru (Fernsehserie, 5 Folgen)
- 2010–2011: Szpilki na Giewoncie (Fernsehserie, 15 Folgen)
- 2011: Das bessere Leben (Elles)
- 2011: Die geheimnisvolle Fremde (La femme du Vème)
- 2011: Die verlorene Zeit
- 2013: Hänsel und Gretel: Hexenjäger (Hansel & Gretel: Witch Hunters)
- 2013: Nieulotne
- 2013: Ida
- 2013: Na krawędzi (Fernsehserie, 5 Folgen)
- 2014: Facet (nie)potrzebny od zaraz
- 2014: O mnie się nie martw (Fernsehserie, 13 Folgen)
- 2015: Disco Polo
- 2016: Agnus Dei – Die Unschuldigen (Les innocentes)
- 2016: Pitbull. Niebezpieczne kobiety
- 2016: Les innocentes
- 2018: Play (Kurzfilm)
- 2018: 7 uczuć
- 2018: Cold War – Der Breitengrad der Liebe (Zimna wojna)
- 2018: Klerus (Kler)
- 2018: Liebe ist alles (Milosc jest wszystkim)
- 2019: Ja teraz klamie
- 2019: Safe Inside
- 2019–2021: Hanna (Fernsehserie, 6 Folgen)
- 2020: The Eddy (Fernsehserie, 8 Folgen)
- 2021: Pajeczyna (Fernsehserie, 7 Folgen)
- 2022: Kompromat – Die Macht der Lüge (Kompromat)
- 2022: Kazdy wie lepiej
- 2023: She Came to Me
- 2023: Frau aus Freiheit (Kobieta z...)
- 2023: A Killer’s Memory (Knox Goes Away)